# Alexandre Emery (homme politique)
Pour les articles homonymes, voir Alexandre Emery et Emery.
Alexandre Emery, né le 9 mars 1850 à Yverdon-les-Bains et mort le 16 février 1931 au Châtelard (aujourd'hui commune de Montreux), est une personnalité politique suisse et un hôtelier suisse.

## Biographie
Après avoir suivi un apprentissage de tapissier à Paris, il séjourne en Angleterre, puis en Allemagne. Il épouse en 1884, à Yverdon, une jeune Berlinoise, Antoinette Fabricius.
Il est appelé dès 1877 par son beau-frère Ami Chessex à Montreux, comme secrétaire de l'Hôtel des Alpes. Il acquiert en 1884 l'hôtel du Cygne (élevé en 1836, puis reconstruit en 1864 par l'architecte Philippe Franel). Emery s'installe comme hôtelier : il est l'un des promoteurs du Montreux Palace, puis devient administrateur de plusieurs établissements à Paris, en Suisse et sur la Côte d'Azur ; il est également membre puis président de la société des hôteliers de Montreux et  membre de la Société suisse des hôteliers (1919-1925). Avec Alexandre Seiler de Zermatt (tous deux conseillers nationaux), il est à l'origine de la création de l'Office du tourisme suisse.
De 1889 à 1893, il est élu au Grand Conseil du canton de Vaud. Au niveau communal, il est également élu comme syndic de la commune du Châtelard de 1901 à 1912. En 1906, il est élu au Conseil national où il siège jusqu'en 1917.
Opposé à la signature de la convention du Gothard en 1909, il est un politicien influent qui contribue au développement de la Riviera vaudoise avec en particulier le chemin de fer Montreux - Oberland Bernois.

## Sources
- Article Alexandre Emery (homme politique) dans le Dictionnaire historique de la Suisse en ligne.

- (de) Cet article est partiellement ou en totalité issu de l’article de Wikipédia en allemand intitulé « Alexandre Emery » (voir la liste des auteurs).
- Cécile Gaudin, Le Montreux Palace. 100 ans. 100 years, Montreux 2006, p. 35-57
- Cécile Chombard Gaudin, Bâtisseurs de palaces – Entrepreneurs et magiciens, Cabédita, 2009, 174 p.